# Marie-Hélène Voyer
Pour les articles homonymes, voir Voyer.
Vous pouvez aider à l'améliorer ou bien discuter des problèmes sur sa page de discussion.
- Il contient une ou plusieurs listes. Le texte gagnerait à être rédigé sous la forme d’un ou plusieurs paragraphes synthétiques, afin d’être plus agréable à lire. (Marqué depuis mars 2024)
- Son texte doit être wikifié : il ne correspond pas à la mise en forme Wikipédia (style, typographie, liens internes, liens entre les wikis, etc.). (Marqué depuis octobre 2023)
- Le résumé introductif est trop court. En l'état, il ne respecte pas les recommandations. Vous pouvez l'améliorer en le développant. (Marqué depuis mars 2024)
- Il a besoin d’être illustré. Des médias (images, animations, vidéos, sons) sous licence libre ou du domaine public sont les bienvenus pour l'améliorer.
Si vous êtes l’auteur d’un média que vous souhaitez partager, importez-le. Si vous n’êtes pas l’auteur, vous pouvez néanmoins faire une demande de libération d’image à son auteur. (Marqué depuis mars 2024)

Marie-Hélène Voyer est une poète et essayiste québécoise née en 1982 dans le village du Bic. Elle est professeure de français et de littérature au Cégep de Rimouski

## Biographie
Née dans le village du Bic au Bas-Saint-Laurent en 1982, elle quitte la ferme familiale de ses parents pour aller compléter un doctorat en littérature contemporaine à l’Université Laval. Elle publie son premier recueil de poésie en 2018. Dans Expo habitat publié chez La Peuplade, l'auteure évoque son enfance au cours de laquelle elle grandit sur une ferme laitière dans le 3ème rang du Bic,,. Elle publie ensuite l'essai Terrains vagues. Poétique de l’espace incertain dans le roman français et québécois contemporain en 2019, chez la maison d'édition Nota Bene. Son deuxième essai, publié chez Lux, L'habitude des ruines paraît quant à lui en en 2021 où elle y aborde le rapport du Québec avec le temps, le passé et traite de démolition et de préservation du patrimoine. Il est publié aux éditions Lux et vaudra à l'auteure la réception du prix Jovette Bernier en 2022 et le prix des Libraires en 2023. Le quatrième ouvrage de Marie-Hélène Voyer, le recueil de poésie Mouron des champs publié en 2022 chez La Peuplade aborde lui aussi l'importance de patrimoine et la force des femmes. Ce recueil recevra le prix des Libraires en 2023. Marie-Hélène Voyer est la première auteure à se démarquer dans deux catégories littéraires la même année, en recevant le Prix des libraires 2023 dans les catégories "poésie" et "essai".

## Prix et récompenses
- 2023 : Artiste de l’année au Bas-St-Laurent - Prix du Conseil des arts et des lettres du Québec (CALQ)[9]
- 2023 : Prix des libraires du Québec dans les catégories « essai » pour son livre L’habitude des ruines[10]
- 2023 : Prix des libraires du Québec dans les « poésie » avec son recueil Mouron des champs[10]
- 2022 : Prix Jovette-Bernier décerné par la ville de Rimouski pour son essai L'habitude des ruines
- 2021 : Prix Geneviève Amyot pour le rayonnement de la pratique poétique au Québec et au sein des nombreuses communautés francophones du Canada et de l'étranger - Université Laval[11]

## Publications

### Essais
- 2019 : Terrains vagues. Poétique de l’espace incertain dans le roman français et québécois contemporain
- 2021 : L’habitude des ruines : le sacre de l’oubli et de la laideur au Québec, LUX éditeur

### Recueils de poésie
- 2022 : Mouron des champs, recueil de poésie, La peuplade
- 2018 : Expo habitat - édition La Peuplade

### Publications universitaires
- 2020 : Études françaises - Le monde en ruines : espaces brisés de la littérature contemporaine.Daunais, C. Jérusalem, M-H Voyer et al., Le monde en ruines : espaces brisés de la littérature contemporaine, vol. 56, n. 1, Les Presses de l’Université de Montréal, 2020[12]

- 2016 : Études françaises - Nouvelles maisons d’édition, nouvelles perspectives en littérature québécoise ? M. Simard, E. Nardout-Lafarge, B. Melançon et al., Nouvelles maisons d’édition, nouvelles perspectives en littérature québécoise ?, vol. 52, n. 2, Les Presses de l’Université de Montréal, 2016 [13]

- 2015: Études littéraires - Espionnage, complots, secrets d’état : l’imaginaire de la terreur F-E. Boucher, S. David, M. Prévost et al., Espionnage, complots, secrets d’état : l’imaginaire de la terreur, vol. 46, n. 3, Département  des littératures de l’Université Laval, 2015 [14]